# I Fall Apart
I Fall Apart est une chanson de Rory Gallagher figurant sur son premier album solo sorti en 1971.